# Lasioglossum amnestum
Lasioglossum amnestum là một loài Hymenoptera trong họ Halictidae. Loài này được Moure & Hurd mô tả khoa học năm 1987.